# Friedrich Joseph Ark
Pour les articles homonymes, voir Ark.
Friedrich Joseph Ark (né le 30 juin 1807 à Bonn et mort le 23 février 1878 à Aix-la-Chapelle ; nom complet : Friedrich Heribert Josef Ark) est un architecte et fonctionnaire prussien qui est maître d'œuvre de la ville d'Aix-la-Chapelle de 1839 à 1877.

## Biographie
Le fils du fonctionnaire de la navigation du Rhin Peter Josef Ark (1774 Bonn - 1848 Cologne) et d'Elisabeth Grimbach (1779 Mülheim - 1853 Aix-la-Chapelle), cousine du maître d'œuvre de la ville d'Aix-la-Chapelle Adam Franz Friedrich Leydel (de) est assermenté comme arpenteur à Cologne le 23 décembre 1826. À partir de 1828, il étudie à l'Académie d'architecture de Berlin et termine ses études par son examen d'État de constructeur de bâtiments royaux le 9 avril 1832. Un de ses inspecteurs est Karl Friedrich Schinkel. Ses exercices de dessin, sa connaissance de base des monuments architecturaux et de l'antiquité classique sont remarquables. Après une période d'activité en tant que chef de chantier pour le gouvernement du district de Cologne, Ark est nommé son successeur après la mort du maître d'œuvre de la ville d'Aix-la-Chapelle Adam Franz Friedrich Leydel et est assermenté le 1er février 1839.
Au début de 1842, il se rend en Belgique et à Londres pour étudier les aménagements techniques des hôpitaux et des bains, et en mars et avril 1843, il étudie les entrepôts en Belgique, en Hollande et à Cologne. En 1844, il se tourne vers l'hôpital de Bruxelles pour la construction du Bürgerspital à Templerbend. Pour l'hôpital de Weingartsberg, il met à jour sa connaissance des bâtiments hospitaliers les plus modernes de Hambourg, Berlin et Anvers. En 1852, il étudie les bains publics allemands pendant quatre semaines. En septembre 1856, il commence son voyage d'étude de six mois à Frascati (Villa), Tivoli, Naples, Segestum (temple), Palerme et Monreale, où il se concentre principalement sur la construction d'églises byzantines.
Le principal domaine d'activité de Friedrich Joseph Ark à Aix-la-Chapelle est la planification des bâtiments municipaux, avec des spécialistes expérimentés tels que les directeurs de construction Seuff et Simeon et Friedrich Albert Cremer (de) l'aidant parfois pendant son mandat. Après que le maire d'Aix-la-Chapelle, Carl Eduard Dahmen (de) (1800–1885), ait dirigé l'administration de l'autorité du bâtiment en 1849, Ark est désormais en mesure de se concentrer davantage sur les nouveaux bâtiments et les projets plus importants, coordonnant le contrôle des nouveaux projets de construction avec le département de la police royale.
Ark consacre également un intérêt particulier à la sculpture architecturale et aux beaux-arts. Il contribue à leur préservation et à leur exposition. Peu de temps après sa prise de fonction, l' école publique supérieure d'Aix-la-Chapelle, l'actuel lycée Rhin-Meuse d'Aix-la-Chapelle (de), reçoit de lui deux moulages en plâtre d'anciennes chapiteaux. En 1848, il fait partie du comité d'exposition d'une exposition de peinture aux côtés d'Alfred Rethel. En 1859, il organise lui-même une exposition d'art à la Nouvelle Redoute (de) pour encourager la création d'un musée. Il expose également sa collection de moulages en plâtre et de spolia provenant de divers trésors d'art à la Nouvelle Redoute.
Il accorde également une attention particulière à la préservation des monuments. Dans ce contexte, il a empêché la démolition de la Porte de la Marche (de) en 1849. Il apporte également une contribution significative à la préservation de l'hôtel de ville d'Aix-la-Chapelle. Ses tâches comprennent également la réparation du toit et la peinture de la façade du théâtre d'Aix-la-Chapelle. De plus, Ark se fait un nom avec la reconstruction ou la nouvelle construction de nombreux hôtels thermaux et balnéaires, y compris l'aménagement d'espaces verts à Aix-la-Chapelle et Burtscheid. Une autre fonction officielle est de veiller à ce que le pilori (1840/1843, 1844 et 1851) soit installé sur la place du marché ou la guillotine lorsque l'exécution d'une peine a été ordonnée.
Au cours de ses 38 années en tant qu'architecte de la ville d'Aix-la-Chapelle, Ark construit environ 24 écoles, à la fois des écoles élémentaires et des écoles paroissiales et gratuites séparées pour garçons et filles pour les huit paroisses existantes de la ville d'Aix-la-Chapelle. Plus tard, à la suite de l'industrialisation de l'artisanat, un certain nombre de bâtiments d'usine prévus par lui sont ajoutés.
En tant que constructeur de la ville, Ark est également le commandant suprême des pompiers. Il est également responsable de la surveillance des systèmes d'extinction d'incendie. L'incendie de 1835 à Londres l'incite à acheter des machines de sauvetage modernes à partir de 1839 et, entre autres, à construire une petite caserne de pompiers dans l'Alexanderstraße près de Saint-Pierre.

## Tombe et nécrologie
Le maître d'œuvre Friedrich Joseph Ark, décédé d'un accident vasculaire cérébral (crises d'apoplexie), est enterré dans la tombe familiale au cimetière de l'Est d'Aix-la-Chapelle. Son tombeau est conçu sous la forme d'une pierre tombale. Sa nécrologie est apparue le 11 mars 1878 et le 13 mars 1878 dans l'Augsburger Allgemeine Zeitung, l'Aachener Zeitung et dans l' Echo der Gegenwart. Sa versatilité artistique est soulignée dans les différentes exécutions de l'hôpital d'Aix-la-Chapelle, des thermes impériaux (de) et de la restauration de l'hôtel de ville.

## Adhésions
- 1er mars 1839 : Membre du Club du Casino d'Aix-la-Chapelle (de)
- 1865 cofondateur et membre de la Société archéologique, à partir de laquelle la Société d'histoire d'Aix-la-Chapelle se développe en 1879.
- 1869–1873 : membre du conseil d'administration de la Société Charlemagne (de) pour la restauration de la cathédrale d'Aix-la-Chapelle.
- Membre de l'association allemande des architectes

## Honneurs (sélection)
- 1858 Ordre de l'Aigle rouge de 4e classe
- 1865 Nommé officier du bâtiment à l'occasion du 50e anniversaire de l'appartenance de la Rhénanie à la Prusse
- 1876 Ordre royal de la Couronne de 3e classe à l'occasion de son 50e anniversaire de service
- Plaque commémorative de 1876 aux thermes impériaux. L'histoire du bâtiment est présentée en latin et Ark est nommé maître d'œuvre.
- 1876 En l'honneur d'Ark de la part de la ville d'Aix-la-Chapelle, la pose des sculptures réalisées par le sculpteur Gottfried Götting (de) a lieu à la fontaine Saint-Vincent (de) sur la Münsterplatz.

## Œuvres (sélection)
- 1836/1837 : Plans d'équipement de secours en cas d'incendie dans Mechanic's Magazine London
- 1839–1841: Nouvelle construction de l'abattoir d'Aix-la-Chapelle (de) sur la Lindenplatz (remplacé par un nouveau bâtiment sur la Jülicher Straße en 1894 et démoli)
- 1839 : Devis pour le manège de Rensing (manège de 50 écuries, utilisé comme lycée depuis 1882, avant 1900 une école primaire)
- 1839-1845 : Monument du Congrès devant l'Adalbertstor
- 1839 et 1845 : Rapports sur les dommages structurels à la fontaine Élise à Aix-la-Chapelle
- 1840: Conception du bureau principal des douanes (non réalisée, mais construite sur la place de la gare d'après le plan de Cremer)
- 1840 : Achèvement du belvédère sur le Lousberg (de) commencé par Leydel en 1836 (non conservé)

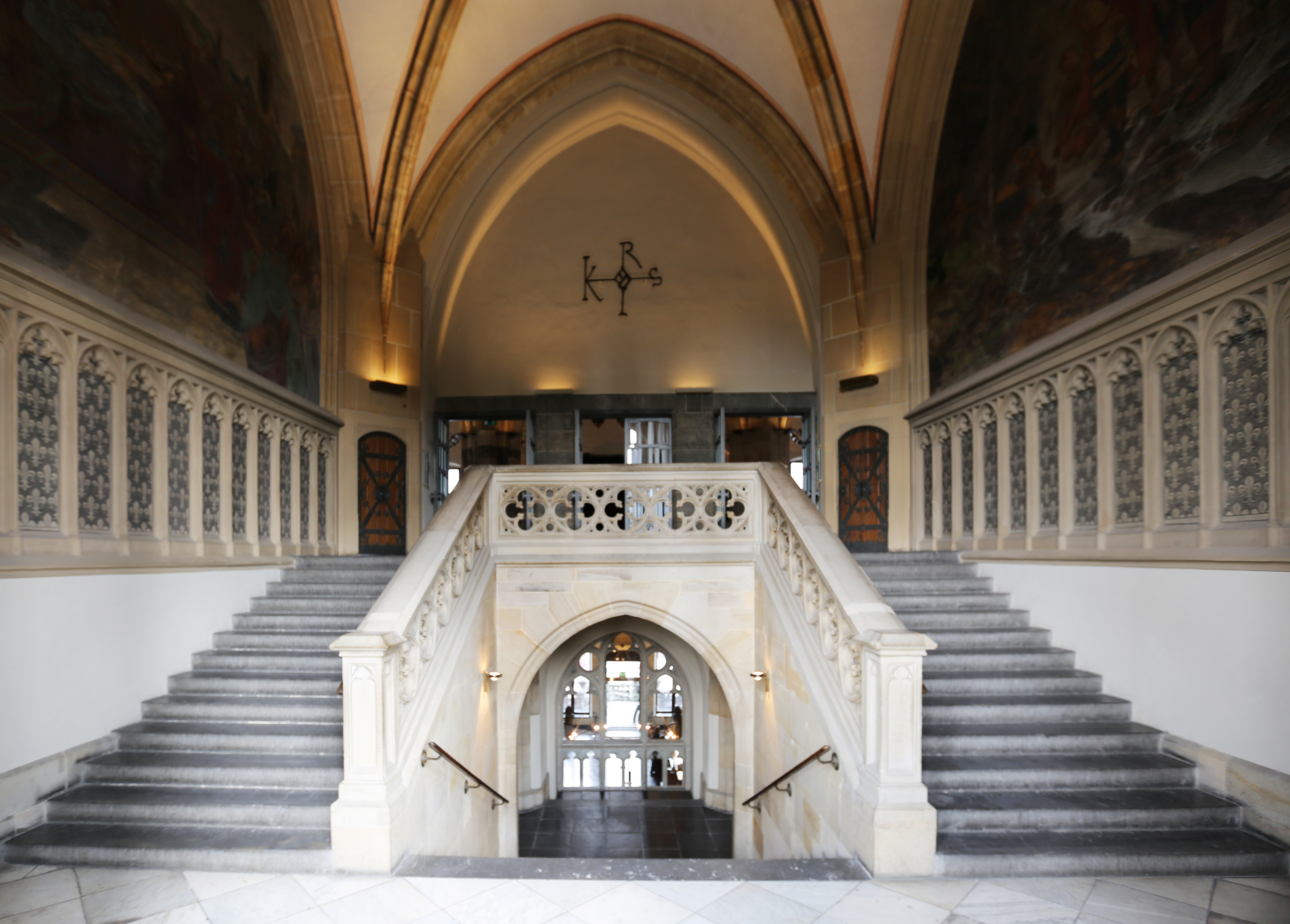
Escalier d'Ark de 1840

- 1840-1865 : Restauration de l'hôtel de ville d'Aix-la-Chapelle
- 1841 : Agrandissement du Cimetière de l'Est
- 1841 : Salle de réception pour la perception des impôts à la porte du Pont (de)
- 1841 : Conception d'un pont en fonte et devis de bancs sur la promenade devant la porte Saint-Adalbert (de)
- 1841-1843 : Rénovation de la Nouvelle Redoute (de) pour y installer un casino
- 1842 : École libre de quatre classes avec appartements des professeurs au deuxième étage
- 1842 : école libre paroissiale Saint-Pierre
- à partir de 1842 : Estimation des coûts des mesures de conversion à la fontaine d'Élise
- 1843, 1847, 1858, 1860 Conception d'un entrepôt de la ville
- 1843 : Projet d'extension pour l'école supérieure civile et de métiers
- 1845 : Bâtiment d'extension pour l'école supérieure civile et commerciale
- 1843/1845 : école libre de la paroisse Saint-Adalbert

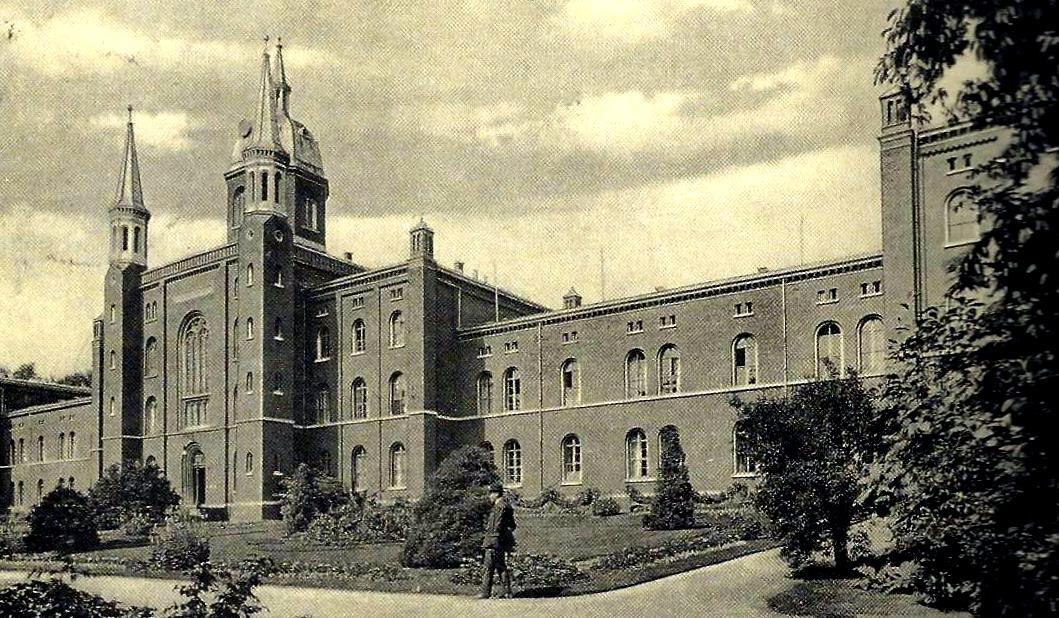
Ancien hôpital Marie-Auxiliatrice d'Aix-la-Chapelle

- 1844/1848-1855 : hôpital Marie-Auxiliatrice dans l'actuel parc thermal d'Aix-la-Chapelle (de)

Démoli en 194 au profit de la construction de la Nouvelle maison thermale d'Aix-la-Chapelle (de)
- 1845 : Transformation du Club de Casino d'Aix-la-Chapelle, Theaterplatz 7
- 1845 : Transformation de l'orphelinat de la Pontstraße (portail en plein cintre conçu par Ark)
- 1845 : Nouvelle construction de la maison Birnbaum, Markt 23

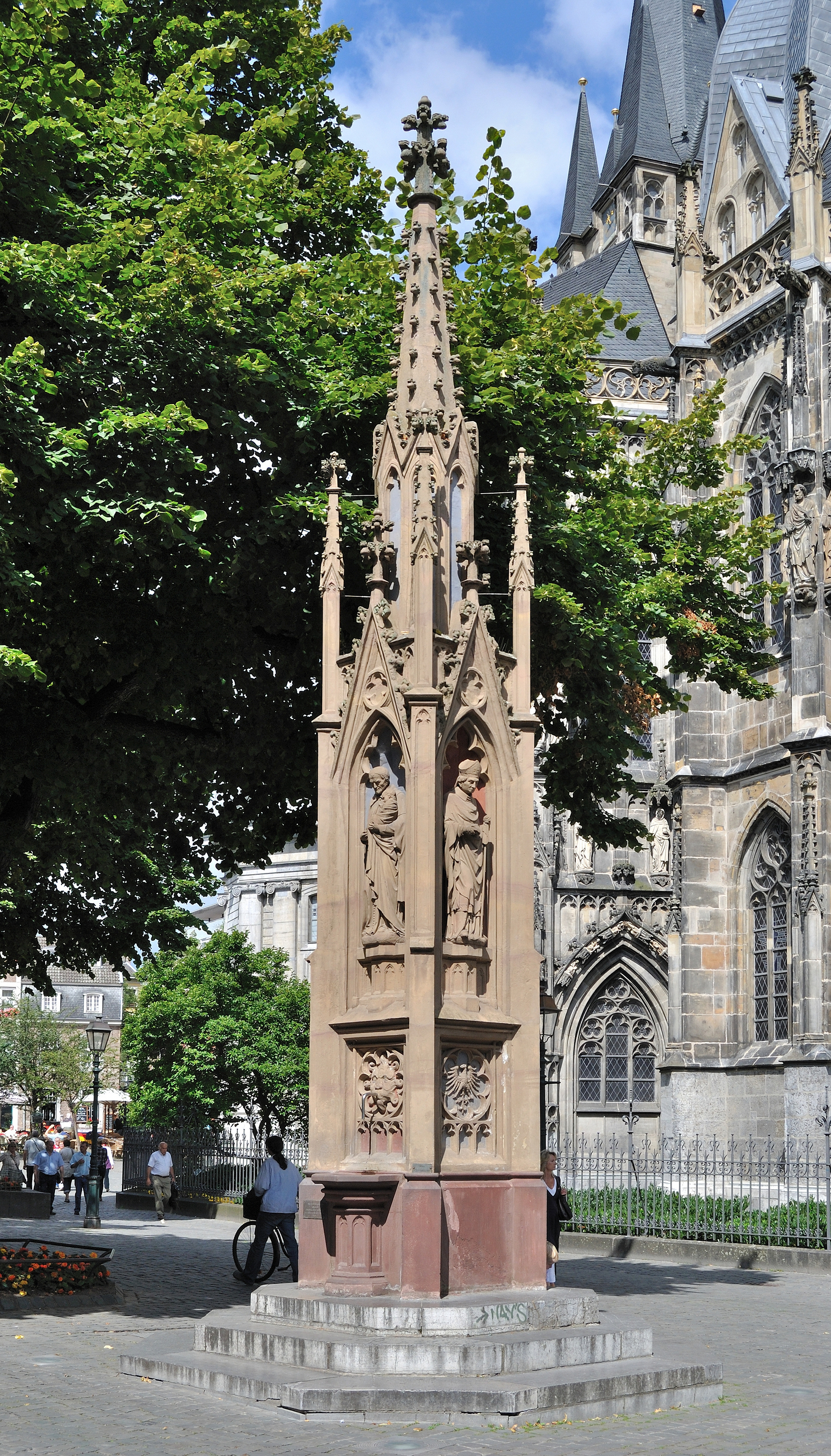
Fontaine Saint-Vincent

- 1845-1847 : Fontaine sur la Münsterplatz, fontaine Saint-Vincent
- 1849 : Projet de conversion de l'ancienne redoute de Komphausbadstraße 11 en casino (non exécuté)
- 1849–1851 : Bonn, Villa Bluhme (attribué)
- 1849/1851–1852 : Komphausbad
- 1849-1852 : Supervision des travaux de soutènement de la tour de l'église Saint-Feuillen (de)
- après 1850 : Maison d'habitation Suermondt, Harscampstrasse (attribuée)
- 1851–1854: Vicarage St. Michael, Jesuitenstraße (détruit pendant la Seconde Guerre mondiale)
- 1851-1854 : Transformation de la Grande Maison d'Aix-la-Chapelle (de), la maison de la Pontstraße (de) 13, en préfecture de police avec prison

(1910 remplacé par le nouveau quartier général de la police dans la Kasernenstraße)
La maison Pontstrasse 13 est la deuxième plus ancienne maison d'Aix-la-Chapelle. Il date de 1495 et fonctionne maintenant comme le Musée international du journal (de).
- 1851 : fontaine à boire dans la Peterstrasse (hors service depuis les années 1960)
- 1852 : Maison du gardien à Porte de la Chauve-souris (de)
- 1852 : Projet d'une école paroissiale II pour Saint-Adalbert
- 1852 : Conception d'un café-restaurant dans le pavillon ouest de la fontaine Élise
- 1852 : deux plans pour l'extension du bâtiment à colonnades de la fontaine Élise à l'arrière du jardin
- 1852-1855 : Halle du Hühnermarkt-Büchel

(démoli en 1887, c'est là que se trouve aujourd'hui le palais Büchel (de))
- 1853-1855 : fontaine à eau avec foyer à Burtscheid

(appelée fontaine Victoria depuis 1858, intégrée par Eduard Linse (de) dans son bâtiment Kurhaus en 1889)
- 1853 : Estimation des coûts et nouvelle construction du magasin à sel
- 1853 et 1868 : Restauration de l'église du lycée Sainte-Catherine dans la Pontstraße

- 1853/1860-1865 : Thermes impériaux (de)

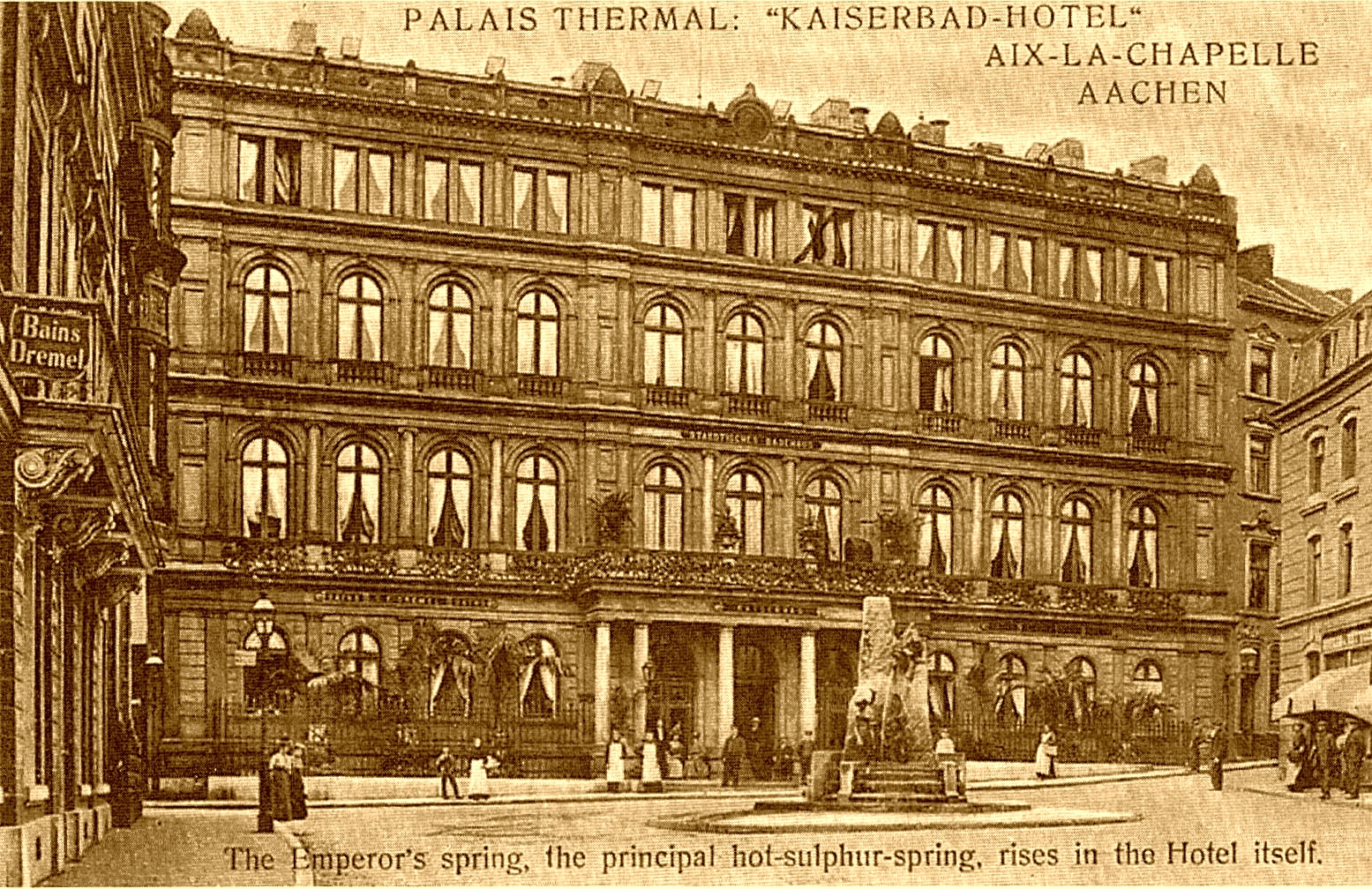
Les thermes impériaux am Büchel

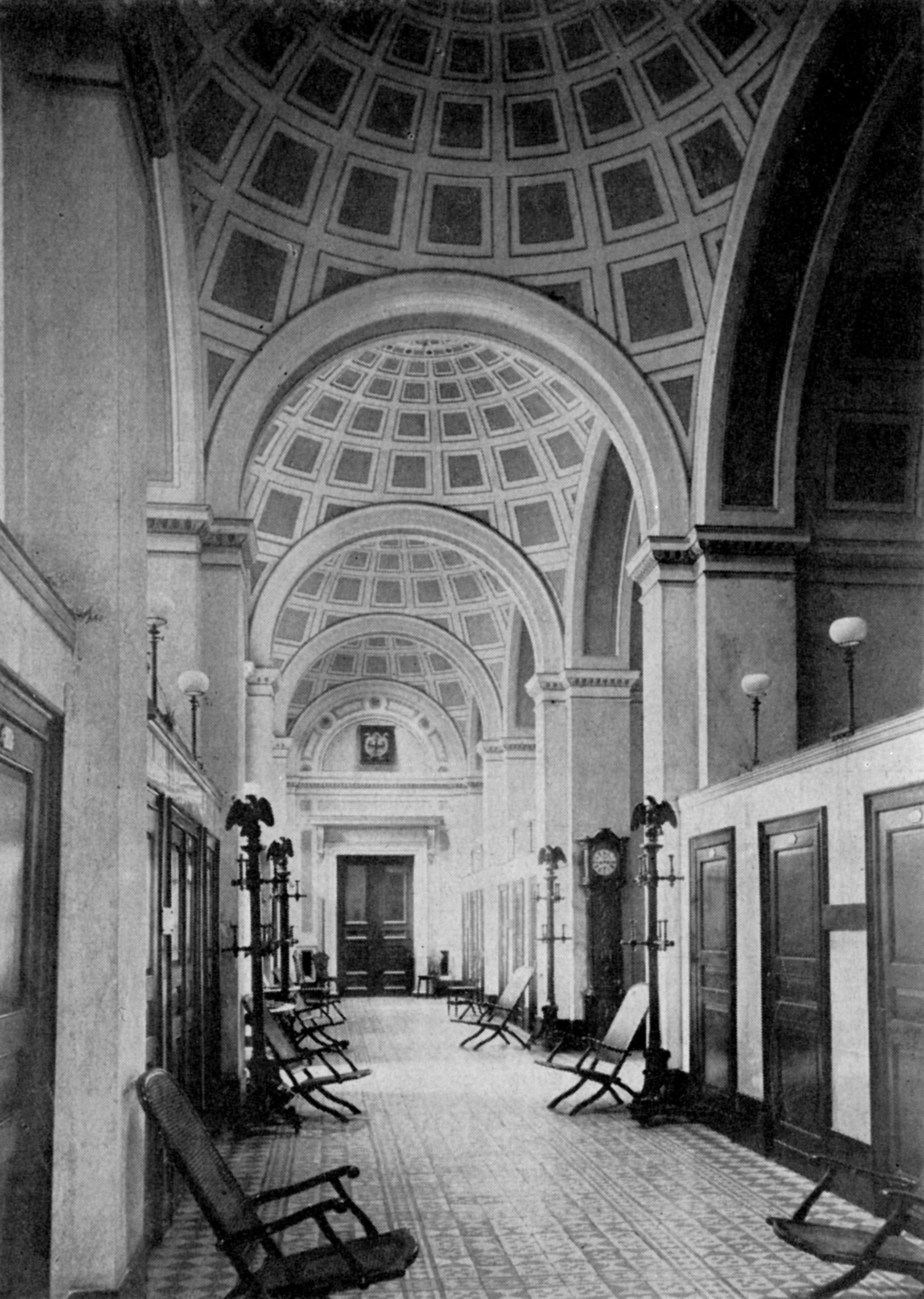
Vue intérieure des thermes impériaux (salle de bains, état vers 1900)

- 1853 : Rénovation et agrandissement du bain de roses
- 1853 et 1870 : Mesures de restauration à l'église Saint-Michel d'Aix-la-Chapelle
- 1853 : Conception pour l'école Jakobspfarre
- 1854 : Fontaine du peuple am fontaine Élise (attribué à, verrière octogonale en fonte)
- 1855 : projet d'une pharmacie pour les pauvres au Grashaus (non exécuté)
- 1855 : Vicarage ibid.
- 1855 : Conversion de l'asile d'aliénés en maison de l'annonciation
- 1855 : Rapport sur l'état de la maison de l'herbe (de)
- 1857-1858 : Rapport d'inspection des bâtiments pour la Marienkirche construite par Vinzenz Statz (de) en 1859-1861
- 1858 : Rapport sur le matériel de lutte contre l'incendie dans le bâtiment de la police et de la prison
- 1858-1862 : Travaux sur la cathédrale d'Aix-la-Chapelle
- avant 1860 : siège de la compagnie d'assurance incendie d'Aix-la-Chapelle et de Munich (de), Aureliusstraße 14
- 1860 : Maison des seringues à Gasborn
- vers 1860 : Maison du Gardien, Promenadenstrasse
- 1860–1862 : Bain à la reine de Hongrie / Badehalle Edelstraße (deux bâtiments latéraux)
- 1861 : Immeuble résidentiel à Bahnhofstrasse 33 (maison à quatre fenêtres, occupée par Ark depuis 1870)

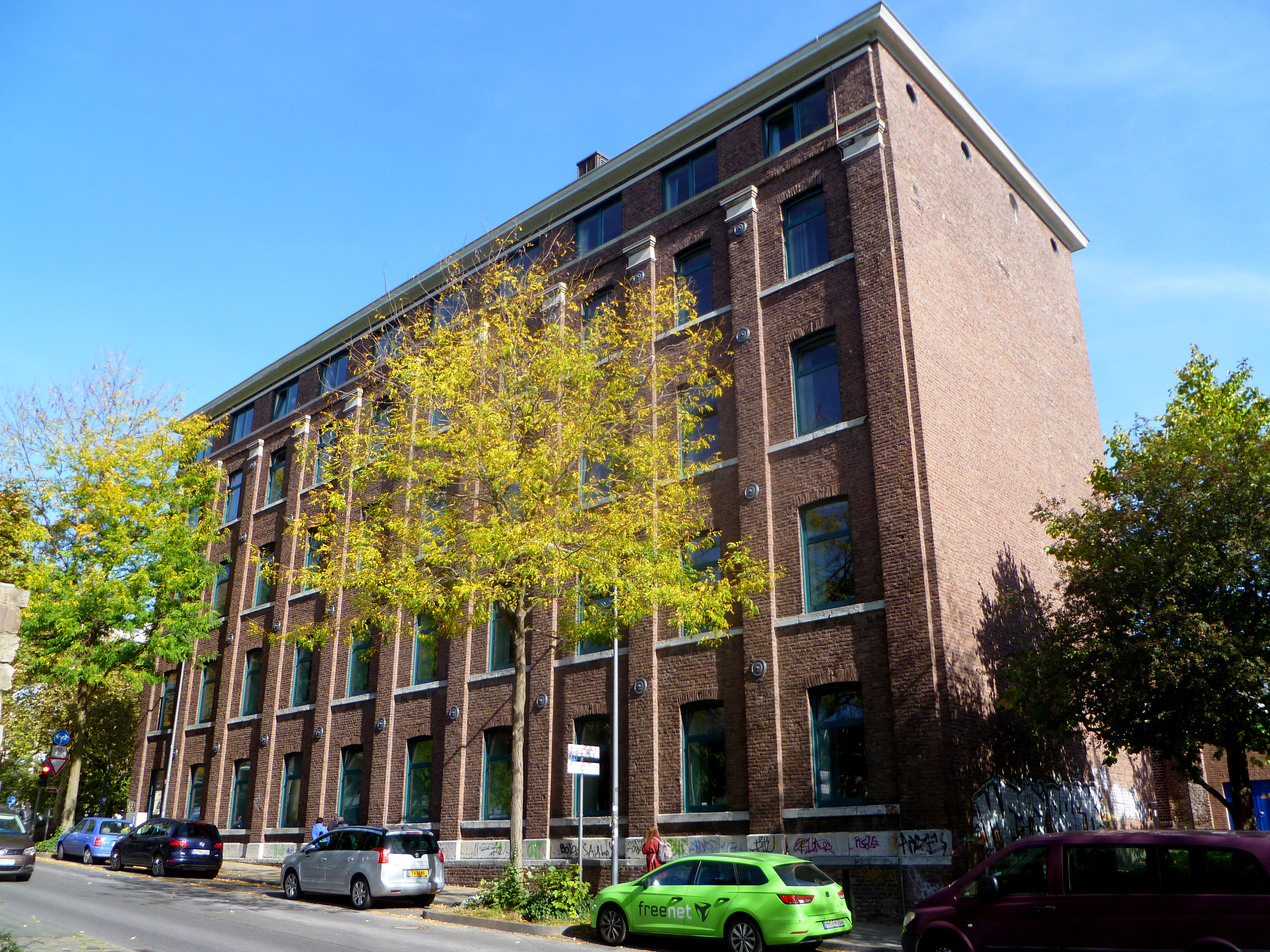
Bâtiment de l'usine de tissus Marx & Auerbach, Templergraben, propriété de la RWTH depuis 1974

- 1861 : Usine de draps Marx & Auerbach (de) (classique, depuis 1974 Institut des véhicules à moteur de l'École supérieure polytechnique de Rhénanie-Westphalie)
- 1862 : Portail avec escalier à galerie pour l'église Saint-Pierre (de)
- vers 1862 : Projet de transformation et d'agrandissement de l'église Saint-Jacques (de), non réalisé.
- 1864 : Reportage pour le chantier de l'école polytechnique
- 1865 : Maison de Paland à côté de la fontaine Élise
- 1865 : Chapelle de la Croix de l'église Saint-Pierre
- 1865 : Réparation des fenêtres de l'église Saint-Nicolas (de)

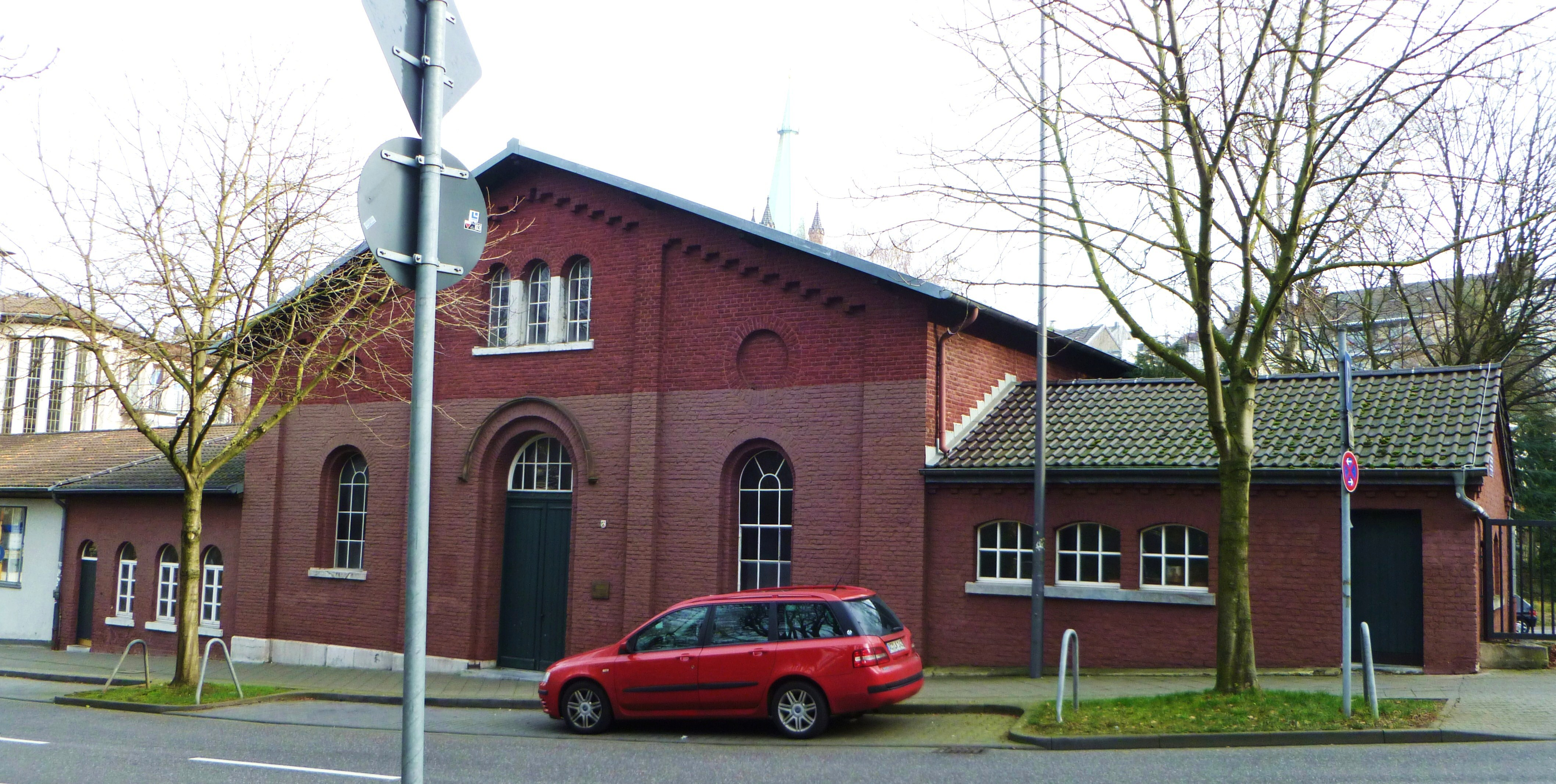
Gymnase au Schanz

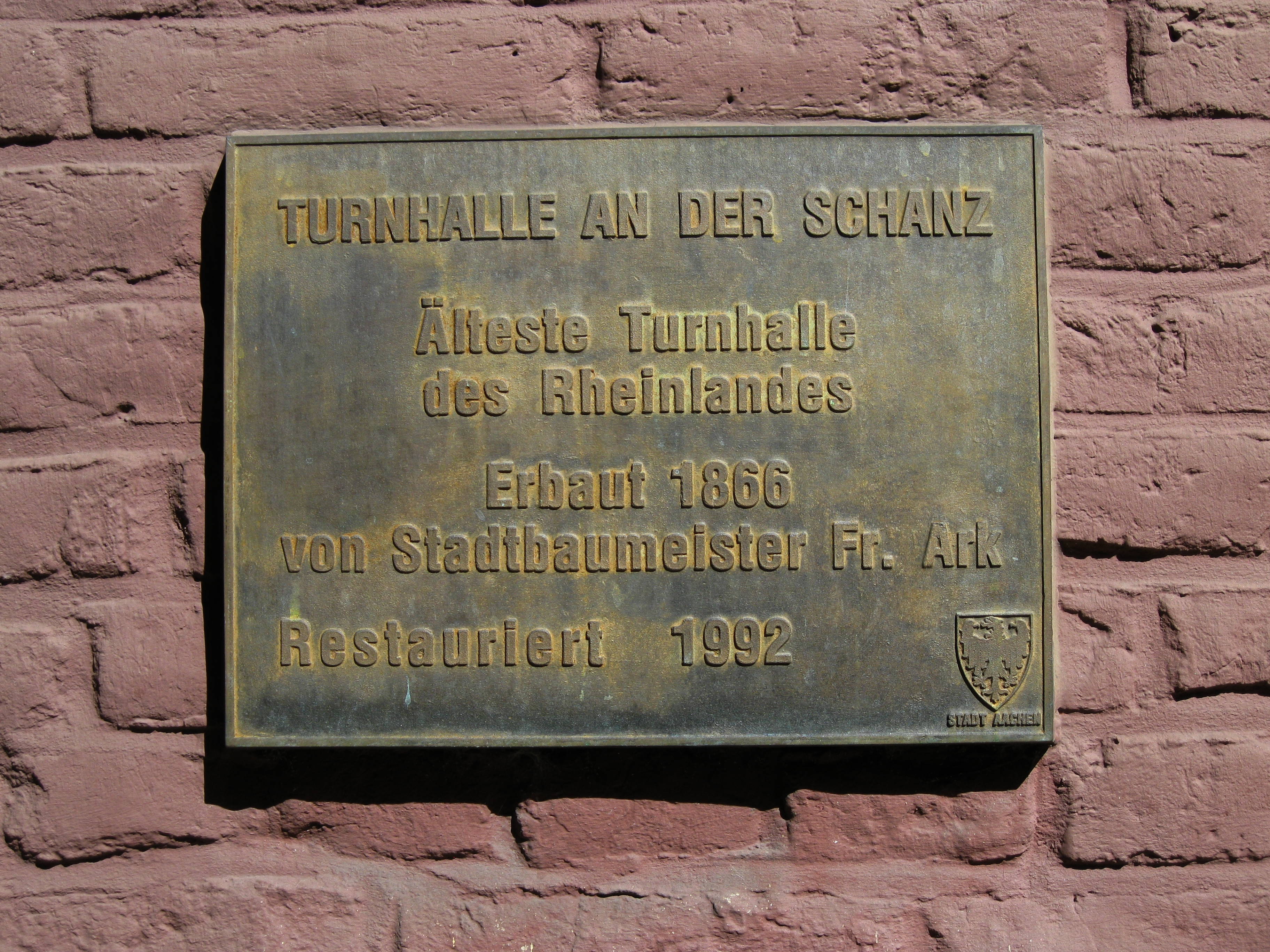
Plaque commémorative au gymnase construit par Ark

- 1865-1866 : Estimation des coûts, avis d'expert et implantation d'un gymnase sur le Schanz
- après 1865 : Maison d'angle à Suermondtplatz 12 (attribuée)
- 1866 : Nouvelle construction de l'école libre Sainte-Croix
- 1866-1868 : Appartement du directeur du lycée Empereur-Charles (de), Augustinerbach 9
- 1867 : point de collecte des impôts devant la porte de la Marche
- 1867 : Bâtiments de ferme à gauche derrière la fontaine Élise
- 1872 : Vicarage Saint-Paul, Trichtergasse 8 (exécution par le maître d'œuvre Krott)
- avant 1870 : Villa Gründgens am Lousberg
- avant 1870 : point de perception des impôts devant l'Ostfriedhof et sur la Kölnsteinweg (Jülicher Straße)
- 1872-1873 : pavillon de musique et véranda au Kurgarten, Peterstrasse
- 1875 : Projet de transformation du Café Littéraire (façade et extension), Komphausbadstrasse 22